# Gespanschaft Varaždin

Karte der Gespanschaft Varaždin

Die Gespanschaft Varaždin [ˈʋaraʒdiːn] (kroatisch Varaždinska županija) ist eine Gespanschaft im Norden Kroatiens. Sie liegt an der Grenze zu Slowenien. Sie hat eine Fläche von 1.262 km² und 156.705 Einwohner (Stand 31. Dezember 2021). Verwaltungssitz ist die Stadt Varaždin.

## Bevölkerung

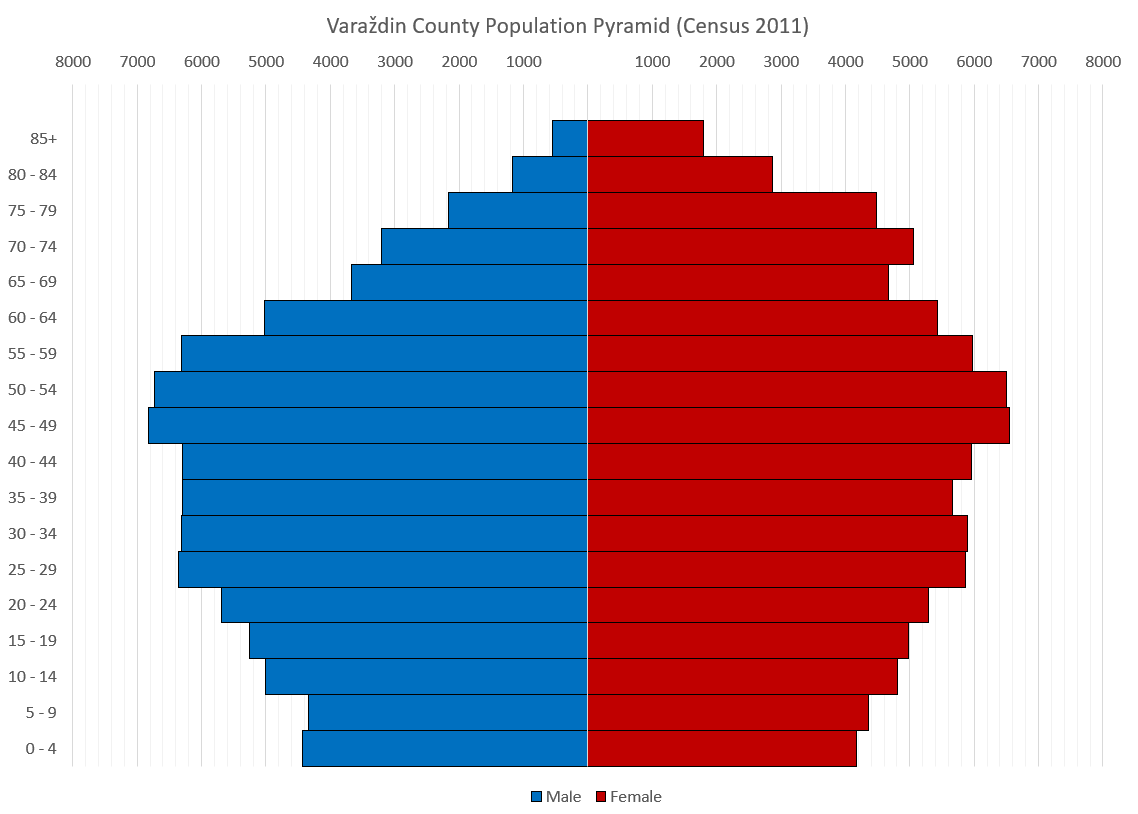
Alterspyramide der Gespanschaft Varaždin (Volkszählung 2011)

Zusammensetzung der Bevölkerung nach Nationalitäten (Daten der Volkszählung von 2011):
| Ethnie   | Anzahl  | Prozent |
| -------- | ------- | ------- |
| Kroaten  | 172.192 | 97,86 % |
| Roma     | 000.711 | 00,40 % |
| Serben   | 000.699 | 00,40 % |
| Slowenen | 000.496 | 00,28 % |
| Albaner  | 000.264 | 00,15 % |

## Städte und Gemeinden
Die Gespanschaft Varaždin ist in 6 Städte und 22 Gemeinden gegliedert. Diese werden nachstehend jeweils mit der Einwohnerzahl zur Zeit der Volkszählung von 2011 aufgeführt.

### Städte
| Stadt               | Einw.  |
| ------------------- | ------ |
| Ivanec              | 13.758 |
| Lepoglava           | 08.283 |
| Ludbreg             | 08.478 |
| Novi Marof          | 13.246 |
| Varaždin            | 46.946 |
| Varaždinske Toplice | 06.364 |

### Gemeinden
| Gemeinde             | Einw. |
| -------------------- | ----- |
| Bednja               | 3.992 |
| Beretinec            | 2.176 |
| Breznica             | 2.200 |
| Breznički Hum        | 1.356 |
| Cestica              | 5.806 |
| Donja Voća           | 2.443 |
| Gornji Kneginec      | 5.349 |
| Jalžabet             | 3.615 |
| Klenovnik            | 2.022 |
| Ljubeščica           | 1.858 |
| Mali Bukovec         | 2.212 |
| Martijanec           | 3.843 |
| Maruševec            | 6.381 |
| Petrijanec           | 4.812 |
| Sračinec             | 4.842 |
| Sveti Đurđ           | 3.804 |
| Sveti Ilija          | 3.511 |
| Trnovec Bartolovečki | 6.884 |
| Veliki Bukovec       | 1.438 |
| Vidovec              | 5.425 |
| Vinica               | 3.389 |
| Visoko               | 1.518 |